# Pueblo Lo Barnechea
El Pueblo de Lo Barnechea fue un pueblo chileno que fue creado en la precordillera como parte de una hacienda agrícola fundada en el siglo XIX que prosperó gracias a las faenas de extracción de cobre desarrolladas en la mina La Disputada de Las Condes, ubicada a 14 km de Santiago de Chile. Actualmente se le considera un barrio de la comuna de Lo Barnechea producto de la conurbación del pueblo con la expansión urbana del sector nororiente de Santiago.

## Historia
La historia de este poblado está asociada firmemente al desarrollo del poblado de la ciudad de Santiago, cuyo centro se encuentra a 23 kilómetros de distancia al oeste y con la que se conurbó en las década de 1980. La generación de una entidad administrativa como los fue la Dehesa del Rey y posteriormente de las labores de extracción minera, han marcado el devenir de este poblado. Mientras se producía la migración campesina a Santiago en los inicios del siglo XX, empezaron a llegar algunos de sus habitantes mientras otro se empleaban en las chacras del oeste de Santiago, aún no urbanizadas. Mientras la urbanización de la capital avanzaba al este, muchos de los antiguos inquilinos de estos predios agrícolas, migraron a Lo Barnechea también. Como fenómeno urbanístico, se empezó a producir una estratificación de los ocupantes del pueblo, los que se empezaron a llamar entre ellos mismos "antiguos" (ocupantes del plano cerca al Cerro 18) y nuevos, que empezaron a ocupar el cajón del río.[cita requerida]

### Expulsan a los huaicoches
Esta zona formaba parte del Butalmapu, llamándose "territorio junto a la nieve" (Inapiremapu). Al fundar Santiago en 1541, Pedro de Valdivia lo hace sobreponiendose a la jurisdicción del longko Huara Huara y a sus curacas Guampilla, Roquingua, Vichato, Polobanda y Biticuna. Produciéndose el despojo de los lof mapu de los huaicoches (del quechua wayqu, ‘quebrada’ —véase Corrimiento de tierra— y del mapudungún che, ‘gente’; es decir, gente del lugar de huaicos o inundaciones masivas), que tenían sus posesiones en las tierras ubicadas en las riberas del río Mapocho, que recibieron el nombre de La Dehesa del Rey.
Después del desalojo, los huaicoches fueron llevados a Calera de Tango, luego los trasladaron a Peñalolén y finalmente se le adjuntó al pueblo de indios de Apoquindo. A diferencia de otros, los huaicoches no poseen calle alguna en la comuna que los recuerde. Solo la barra del Athletic Club Barnechea los recuerda, llamándose Huaicocheros.[cita requerida]

### Los españoles se quedan con la tierra
En 1583 el Cabildo de Santiago cedió a Francisco Páez de la Serna una porción de tierra que comprendía desde la actual Parroquia Santa Rosa de Lo Barnechea hasta la Quebrada del Ají, comprendiendo 10 hectáreas planas. La casa del patrón se encontraba en el actual Colegio San Esteban. Pasó de mano en mano en los años siguientes. Entre sus dueños se encontraron:
- Jerónima Justiniano
- Diego Rutal
- Mateo de Lepe
- Descendientes de Lepe hasta
- Pedro Antonio de Lepe
- José Antonio Bonechea

El primer propietario de estas tierras fue Antón Días, un soldado español que había venido con Diego de Almagro y que había sido compañero de batallas de Pedro de Valdivia. En 1559 obtuvo respuesta a su solicitud de 16 cuadras, al gobernador Rodrigo de Quiroga. Ya después de dos décadas más de solicitudes, era dueño de 62 mil cuadras. Es decir, era un predio que limitaba con Argentina al oriente, con el río Mapocho al norte y con el río Colorado al sur.

### SigloXVIII
José Antonio Bonechea(del euskera: Bonetxea ‘La buena casa’) compró el predio en $639 el 26 de agosto de 1771.
Apenas se instaló en el caserón del predio en 1771, Bonechea comenzó con problemas con su vecino el Conde de Sierra Bella, propietario de lo que es actualmente La Dehesa tratando de falsificar sus derechos de propiedad demostrando un pergamino falsificado de 1585 que demostraba que sus 10 hectáreas eran realmente 100 ha, ya que se le había borrado un cero. Pero el escribano que lo falsificó cometió errores imperdonables:
- Ascendió a Pedro de Valdivia de Capitán General a General a secas.
- Hizo a Páez de la Serna íntimo amigo de Valdivia en circunstancias de que no llegaba a Chile cuando Valdivia murió.
- La firma del escribano Toro Mazotte no era ni similar.

No contento con este juicio, hizo aparecer otro pergamino en el que Diego Rutal compraba la hacienda a doña Jerónima pero con límites más anchos. La letra era la misma del documento anterior y el escribano se saltó el detalle que doña Jerónima no sabía firmar de acuerdo a los documentos de la época. Este engaño también se descubrió.
Cuando el juez Losada procedió a tapar una acequia de la Hacienda Las Condes, que Bonechea ocupaba ilegalmente, éste procedió a insultarlo en plena audiencia, insultando hasta el sacerdote Diego Silva Trincado que oficiaba de Abogado del Conde de Sierra Bella. Lo acusó de contumelioso sentenciándolo al pago de $50 de la época.
Durante 80 convulsos años estuvo la Hacienda en su propiedad hasta que en 1862 la adquirió mediante subasta don Francisco de Paula Barrenechea.

### SigloXVII
Tras dos ventas consecutivas por muertes de la Hacienda Las Condes, su dueño el presbítero Ambrosio de Zavala, también propietario de Vitacura, vende el terreno al polémico y adinerado judío-portugués Pedro de Torres, en 18 mil 800 pesos. En aquel entonces (1675) las tierras tenían plena producción: viñas, molinos, animales y esclavos negros eran parte del fundo San José de la Sierra.[cita requerida]
Es entonces que el impopular y arribista dueño, anuncia el matrimonio de su hija, con el hijo del Presidente de la Real Audiencia de Charcas, Cristóbal Messia y Valenzuela, quien por dote del matrimonio recibiría las tierras. Torres le pide eso si, que vaya a España a comprarle el título de Marqués de la Sierra. Sin embargo, su yerno vuelve con el título de Conde, pero a nombre de Diego, su padre; quedando Torres sin nada y solo con la esperanza de que su hija sea Condesa y la hacienda, su condado criollo. Fue su nieto Diego quien hereda el título nobiliario y en 1693, el mayorazgo de Sierra Bella fundado por Torres, ya contaba con dos casas, dos viñas y una capilla.

### SigloXIX
Los orígenes del pueblo de Lo Barnechea datan de 1862. En este periodo, adquirió su nombre producto de la deformación del apellido de Francisco de Paula Barrenechea (del euskera: Barrenetxea ‘La casa de atrás’), propietario de una gran hacienda del sector, padre del diputado del Partido Radical Manuel J. Barrenechea Naranjo. Francisco de Paula era nieto del coronel Pedro Barrenechea Barriga, prominente oficial militar de una tradicional familia de Concepción y que se destacó en la Independencia y posteriormente como diputado de ideas liberales. Francisco de Paula Barrenechea permitió el asentamiento de inquilinos en sus terrenos.[cita requerida]
Ya en 1862, Barrenechea parceló, por lo que se esboza la Avenida Barnechea. Entre 1860 y 1870, ya estaban asentadas familias como los «Araya, Guerra, Céspedes, Maira, Silva, Álvarez, González, Soza y Fernández». En esta década nacen los primeros niños barnecheínos puros.

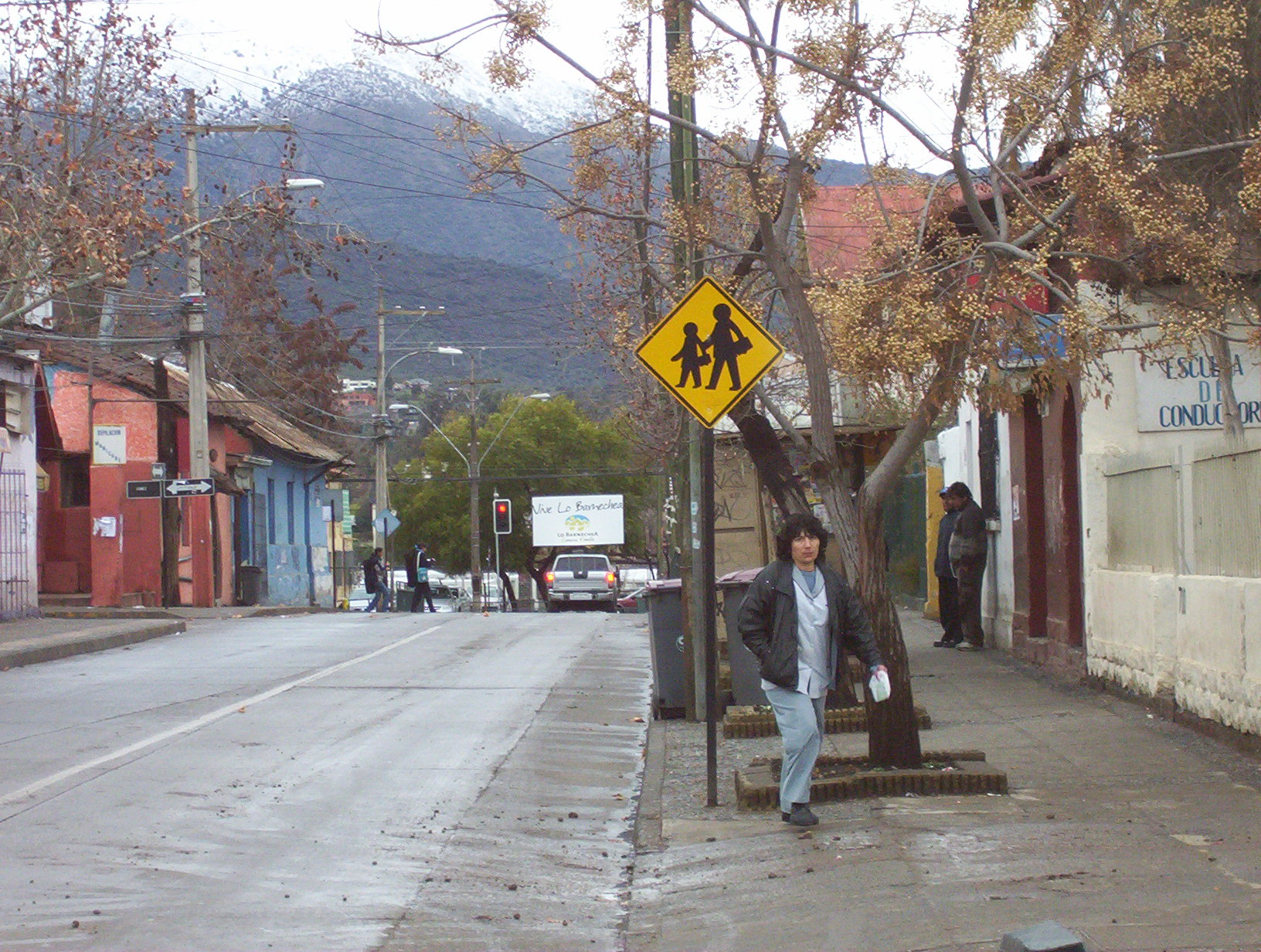
Calle Lo Barnechea (vista hacia el sur), al fondo se ve el Cerro de Ramón.

Cada inquilino dio origen a una vasta familia. En su subdivisión de tierra se creó una calle con el nombre de cada una de las siete familias fundadoras. La calle El León rememora el viejo parador y Hostería de El León que recibía a los mineros tras sus largas jornadas de trabajo y que provocaba conflictos con las esposas que lo consideraban un lugar de perdición. En dicha calle vivían las hermanas Salfate, ya fallecidas, que sabían la historia del pueblo y sus habitantes: Blanca e Irene Griselda. Sus historias acerca de los míticos paseos a la Laguna del Viento en los contrafuertes cordilleranos y de la mitología local, avivaban las tardes de tertulia del pueblo. Sus descendientes todavía se ríen con dichos relatos.[cita requerida]

#### Nace la segunda generación
Lindor Álvarez se casó con Nicolasa Dotte. De esa unión nacieron once hijos. Se casaron los hijos de los Maira. Posteriormente se unirían las dos familias a través del casamiento de dos Maira con don hijas de Don Lindor.
En 1880 comenzó a construirse el camino a la Mina La Disputada de Las Condes. Tomara toda la década en completarse.
En la década de 1890 nacieron otra serie de conspicuos habitantes. Los hombres en edad de trabajar lo hacían en las Haciendas vecinas y en la Míneria.

.... Barnechea tenía 418 habitantes con su población diseminada en Fincas y es una aldea al igual que Batuco (178 habitantes) , Quilicura (357 habitantes) , Apoquindo (354 habitantes) y "El Resbalón" (345 habitantes). La capital tenía entonces 256.403 habitantes....El principal asiento minero de Santiago era el rico mineral de Cobre, Plomo y Plata en una zona de alguna extensión distante a 40-50 km al este de Santiago.Presenta varias secciones: Cajón i cerro San Francisco, cajón de la Yerba Loca, Cajón de Arrayán. Siguen cajón de Los Piches, de Los Bronces, de Valenzuela, de Dolores , de Duarte" ....
Enrique Espinoza en su libro Geografía Descriptiva. 1897

La Dehesa estaba en manos de la familia Dávila y Las Condes en las de Pastor Fernández Concha. Pastor Fernández era hijo de Pedro José Fernández Recio y de Rosa de Santiago Concha de la Cerda.[cita requerida]
En 1895, el administrador de la Hacienda Las Condes, Rafael Herrera, escribió las Memorias sobre la Hacienda de Las Condes en las que relata detalladamente a los habitantes del sector y sus costumbres.

Bonechea.-—Fundo del departamento de Santiago, que se halla á 18 ó 20 kilómetros al Este de su capital. Queda sobre la ribera norte ó derecha del río Mapocho y contiguo al NE. del fundo de la Dehesa. Contiene junto á él un caserío de 480 habitantes. El nombre proviene de un apellido que unos lo dan como en el título, y otros dicen Barnechea y Barrenechea.
Francisco Solano Asta-Buruaga y Cienfuegos, Diccionario Geográfico de la República de Chile (1897 ) 

#### Hacienda Las Condes en elsigloXIX
Al morir el cuarto Conde, el título pasó a línea femenina con María Josefa Messia y Aliaga, casada en Perú, con el Marqués de San Miguel de Hijar. La última Condesa sería Carmen de Santiago Concha y Vásquez, quien a mediados del siglo XIX le traspasa la propiedad a su esposo Pedro Fernández Concha, quien termina coronándose como propietario de todo el sector oriente de la capital, al ser también dueño de la chacra Lo Fontecilla y el fundo San Pascual. Fernández a su vez fue junto a su hermano Domingo y un grupo de inversionistas, el creador del Portal Fernández Concha, al costado sur de la plaza de Armas, llamado en ese entonces Portal Sierra Bella.

### SigloXX

#### Partición de las tierras
El 18 de septiembre de 1910 aparece en El Mercurio un aviso de remate de la Hacienda de La Dehesa en la que los herederos de Benjamín Labbé ofrecían 12800 cuadras, correspondientes a 19.200 hectáreas de la actualidad. El precio era de un millón doscientos mil pesos equivalentes a 1.296 millones de pesos del año 2010. Este remate se efectuó el 28 de octubre de 1910 declarándose desierto por lo que las tierras se adjudicaron a Florindo Labbé, hermano del occiso. Don Florindo murió en 1924 tras lo cual la tierra se subdividió en sucesivas compras hasta que en 1941 quedaron en manos tan solo de dos dueños: José Fuenzalida Balbontín y Pedro Jesús Rodríguez, heredero de Rosa Labbé.
Cada loteo de tierras agrícolas se acompañó de una migración de campesinos, los que se asentaron en el camino que corría en el ribera norte del Río Mapocho. Actualmente se llama Avenida Raúl Labbé. En la vereda norte se asentaron las familias más antiguas y una vez completa esta se empezó a llenar la vereda sur. Las personas que trabajaban en las haciendas del sector y en la Mina La Disputada de Las Condes, vivían en el Pueblo de Lo Barnechea. A las familias antes nombradas se les agregan apellidos como: Salfate, Gómez, Villarroel, Robles, Nieves, Gana, Besarez y Garrido.
José Fuenzalida Balbontín era un visionario y sabedor de la historia comprendió que los barrios altos crecían hacía donde salía el sol. Así que en 1942 propuso subdividir el sector en paños de terreno de 1.000-2.000 metros cuadrados.[cita requerida]
La zona alrededor de la Iglesia La Sagrada Familia (de Las Pataguas), la vendió a Bernardo Larraín Cotapos y la zona de El Huinganal a Gino Girardi.
Se quedó con el sector Los Trapenses que luego vendió a la Orden Cisterciense de la Estrecha Observancia (Trapense) para que hicieran allí su Convento.
Posteriormente subdividió los terrenos a la vera del camino central de La Dehesa generando la Avenida La Dehesa en paños de 5.000 metros cuadrados, lo que generó un orden urbanístico. La compra de estos paños de tierra darían posteriormente para la construcción del Mall Portal La Dehesa.

#### Primeros servicios
En 1900 se inaugura la primera escuela en el Pueblo de Lo Barnechea por decreto de la Municipalidad de Providencia, de donde dependía entonces Lo Barnechea pues no se había creado la Municipalidad de Las Condes. Queda a cargo de la profesora Juana Rosa Silva Barrera. Muchos de los bisabuelos y abuelos de los actuales habitantes fueron sus primeros alumnos. En una foto de 1910 sale el curso entre los que se cuentan Augusto Herrera, Ramón Álvarez, Augusto Maira, Blanca Salfate, Irene Salfate, Augusto Guerra etc. A pesar de esto no fue la primera escuela en el sector ya que en 1837 se había instalado en La Dehesa, en el sector llamado La Judea (actual condominio Las Pataguas) una escuela como parte de las condiciones de arrendamiento de la Hacienda. Funcionó hasta 1940.
En 1904 llega José Gutiérrez Vidal, primer oficial del Registro Civil, quien tenía a cargo toda la recién creada Comuna de Las Condes. Esto prueba la importancia que tuvo Lo Barnechea desde su creación.
En 1901 y por decreto supremo, se creó la Comuna de Las Condes, la que basándose en el mayorazgo de Sierra Bella, usó el título nobiliario de sus últimas dueñas y también el escudo de armas, adquirido en España por Cristóbal Messia para su padre.

#### Relación con la actividad minera y agrícola

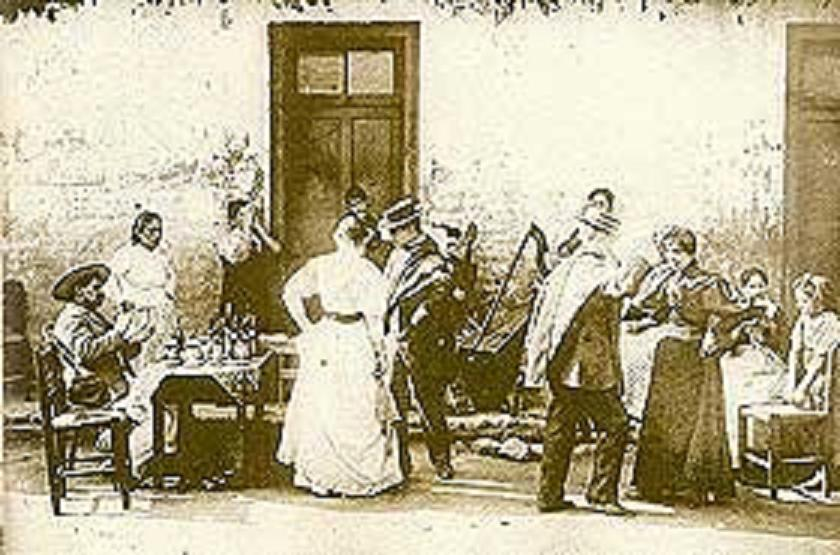
Quinta El León a principios de 1900.

Durante el primer cuarto del siglo XX, el Pueblo Lo Barnechea dependía fuertemente de las actividades mineras de la Mina La Disputada, ya que el mineral era trasladado en carretas con yuntas de bueyes desde la mina hasta Las Puertas en el sector de la Plaza San Enrique. Otro tránsito importante era de suministros en recuas de mulas.[cita requerida]
El pueblo de Lo Barnechea fue parada obligada de las recuas de mulas que trasladaban cobre desde la Mina La Disputada a Santiago. Esto permitió que su actividad económica creciera y que sus mineros, junto con inquilinos, se asentaran gradualmente en la zona.[cita requerida]

##### La Disputada
A 3 mil 500 metros sobre el nivel del mar, al interior de la cordillera, por donde comienza a nacer el río Mapocho, se encuentra este mineral, patrimonio histórico de Lo Barnechea.[cita requerida]
De ahí su nombre Disputada, que se remonta al año 1916, cuando se forma la empresa que unifica todas las explotaciones que hasta entonces se hacían en el sector. Estos yacimientos, estaban dentro de la Hacienda de Las Condes.[cita requerida]
Fue en 1862, cuando tres inquilinos del fundo Lo Barnechea descubrieron el mineral al cual llamaron Los Bronces. Dos de ellos, Zenón Ortiz y Guillermo Soto, apoyados por socios capitalistas, iniciaron de inmediato su explotación.[cita requerida]
Frente a la noticia de este descubrimiento y gracias a la posterior conformación, en 1869 de la riqueza de estos yacimientos por parte de conocido cateador de Caleu, Nazario Olguín, se produce un gran interés en la explotación del mineral del sector. Así, un año después, 9 minas eran las que estaban en funcionamiento. Sin embargo, este mineral comenzó su explotación más sistemática y ya hacia 1880 era uno de los depósitos de cobre más importante del país, lo que impulsó a los dueños de las minas en funcionamiento a realizar una carretera que permitiera y facilitara el transporte del mineral extraído de las profundidades de la montaña.[cita requerida]
Para ello, un grupo de dueños de minas formaron una sociedad. La gran mayoría de ellos, no tenían nada que ver con la zona y menos con sus descubridores. Disputada era una empresa con un interesante potencial de desarrollo, pero que estaba virtualmente quebrada, con instalaciones obsoletas y muy altos costos de producción. La gestión presentaba continuas pérdidas y su producción sólo alcanzaba las 30 mil toneladas de cobre fino al año.[cita requerida]
A partir de 1952, la empresa estuvo en mano de capitales franceses pasando el año 1962 a manos del Estado Chileno, quien la compra en 5 millones de dólares a través de la Empresa Nacional de Minería.[cita requerida]
Un año después de su adquisición, una avalancha sepultó la planta concentradora de Los Bronces, dejándola fuera de producción durante casi un año. El costo de su reconstrucción fue de 68 millones de dólares y la empresa conservó durante todo ese tiempo, el total de su fuerza laboral. La avalancha fue producto de un incendio causado al interior de la mina dejando 13 personas muertas.[cita requerida]
El año 1988 y con mejores perspectivas de precio del metal, La Disputada inició un ambicioso programa de inversiones, de más de mil 100 millones de dólares, que culmina el año 2000. Ello le permite aumentar sustancialmente su producción y disminuir en forma notoria los costos de operación. Una tercera etapa de inversión de más de 300 millones dólares comienza el 2001.[cita requerida]
Después de 24 años en manos de Exxon y con una inversión total de dos mil 200 millones de dólares, finalmente Disputada había despegado y se había transformado en una operación moderna, eficiente y en condiciones de potenciar la explotación de sus recursos. Es decir, era una empresa rentable.[cita requerida]

#### Las Posadas
Las carretas de las antiguas minas de la Cordillera de Santiago  y sus tripulaciones paraban donde los encontraba la noche. Pero habían posadas para tal efecto. Había una en Maitenes en el sector de La Ermita, la siguiente estaba en la Plaza San Enrique. Seguía la Posada "El Tropezón" que estaba en la conjunción de la Avenida Apoquindo con Avenida Las Condes. La última estaba en Avda. Apoquindo con Avenida Tobalaba.[cita requerida]
Terminada una a la salida de Santiago llamada "El Resbalón". Tan peculiares nombres se derivaban del argot minero. Debido a las frecuentes peleas en las noches regadas por alcohol, eran frecuente las magulladuras y los hematomas. Cuando se encontraban en el camino se preguntaban por ellos. A manera de burla decían crípticamente: "Sufrí un resbalón o un tropezón".

#### Muerte de Benjamín Labbé
En 1910 muere Benjamín Labbé y la Hacienda de La Dehesa junto al Fundo Lo Barnechea pasa a manos de su hermano Florindo. Este muere en 1924 con lo que se produce una seguidilla de subdivisiones que terminan en 1941 cuando estos terrenos quedan en dos manos:José Fuenzalida y Olga Labbe.

#### Calles laterales
La calle principal todavía era de tierra con pircas y zarzamoras. De a poco, al subdividirse los terrenos se abre la necesidad de calles laterales. Una de las primeras fue la Calle Los Patos que miraba al poniente. La calle El León era el límite. Más allá estaba el Fundo La Dehesa. Se asume las costumbre de nombrar la calle con el nombre de la familia por donde pasa. La última fue Álvarez en 1926 por la presión de la red eléctrica
La calle El León tiene sus orígenes en una antigua Quinta de Recreo (El nombre de la Quinta de Recreo El León, se debe a un que en su acceso principal, colgaba una jaula metálica con un León amenazante -embalsamado- en su interior, que quedaba al centro frente a la barra) , de las tantas que hubo en determinada época en Barnechea y Vitacura. Esa Quinta era de bastante Recreo ya que allí hubo señoritas con actividades bastante movidas. Quien era asiduo al lugar era El León de Tarapacá, como era conocido Don Arturo Alessandri Palma.[cita requerida]

#### Se inaugura el andarivel
En 1924 se inaugura un andarivel desde la Mina La Disputada hasta el sector de Las Puertas (Plaza San Enrique ), donde actualmente aún hay una estación de control de la mina (Camino a Farellones ), lo que dejó a muchos habitantes de pueblo sin trabajo. Aún debía llevarse el material desde el sector Las Puertas hasta la zona de embarque en la Estación Mapocho, así que las carretas continuaron su labor hasta que en 1935 apareció el primer camión ( de la familia Maira) , el que reemplazó totalmente a las carretas en 1956.

#### Llegan los profesionales

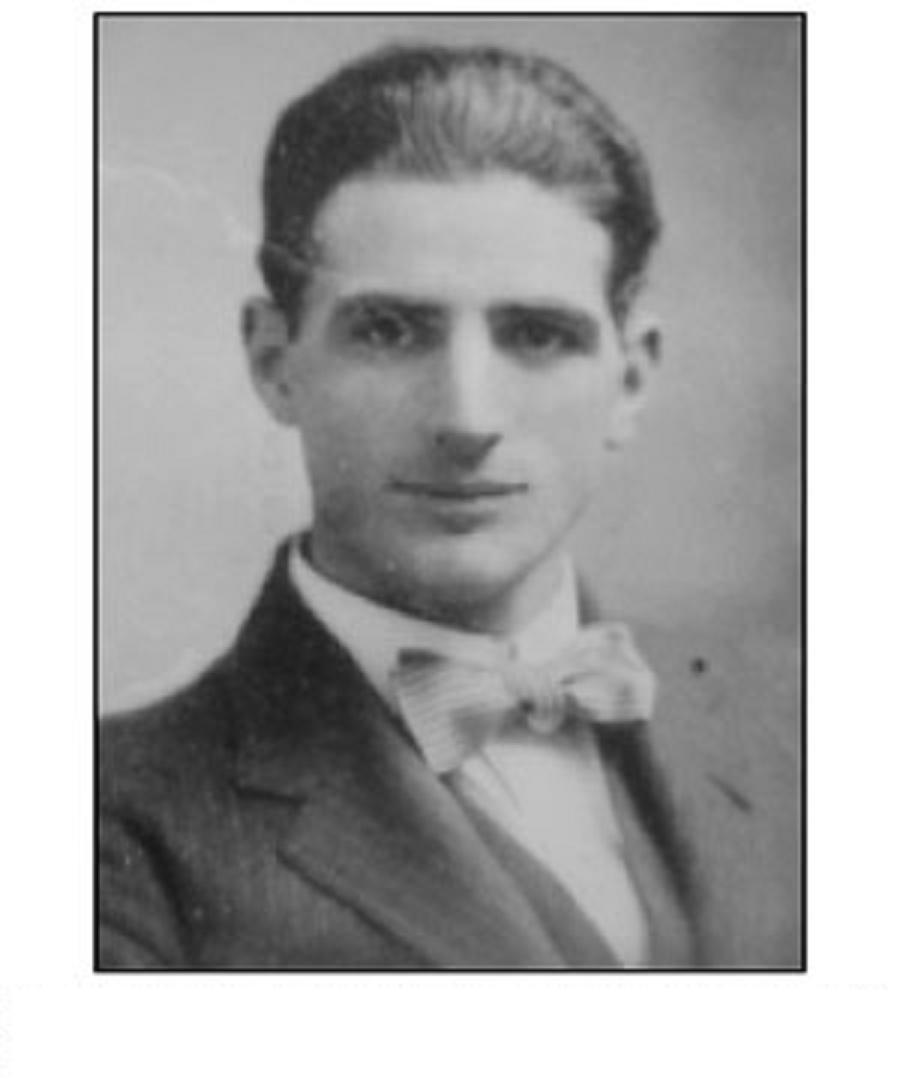
Dr. Jaime Vidal en 1931.

Llega la primera oleada de profesionales con el Profesor (de Historia y Filosofía) Jorge Neut Latour y familia, quien instala su casa en la intersección de la calle 4 vientos con Lo Barnechea, casa que utilizó posteriormente la familia Meyer (Restaurant München) y ahora la Municipalidad de Lo Barnechea. Esta casa fue el sitio de frecuentes reuniones políticas, con asistentes de la talla de Salvador Allende, Marmaduque Grove, Oscar Schnake (casado con Graciela Contreras Barrenechea, primera alcaldesa de Santiago y nieta de Don Francisco de Paula Barrenechea) y Manuel Mandujano. Poco duró ya que fue deportado por Arturo Alessandri a través de Carlos Ibáñez del Campo en 1927.
Llega el Dr. Jaime Vidal Oltra, profesor de medicina legal,  y las familias Dell'Orto y Del Porte.[cita requerida]

#### Club Deportivo de Lo Barnechea
Fue fundado el 23 de diciembre de 1929 cuando el Club de Tiro Santa Rosa decidió crear un equipo de fútbol, llamándolo Club de Tiro y Deportes de Santa Rosa Barnechea, y en 1943 se cambió el nombre a Deportivo Barnechea, debido a un problema con el párroco de la Parroquia Santa Rosa, Alfredo Arteaga Barros. La razón social con que cuenta la institución hasta ahora, data del 14 de enero de 1993. Es club fundador de diversas Asociaciones de Fútbol Amateur de la zona. Su primer Director fue Ernesto Pizarro y su preceptora la Directora de Colegio Juana Rosa Silva. LOs ejercicios debían ser dominicales y en los días de fiesta de 8 a 1130 Am y de 1400 a 1730.[cita requerida]

#### Comienza la migración campesina
A partir de 1930 y en relación con la depresión económica de 1929, empieza un fuerte proceso de subdivisión de las haciendas vecinas, desarraigando a los campesinos que vivían en ellas, algunos por generaciones.
En 1932 se organiza el Centro de Esquí de Farellones. En 1936, se lotea El Arrayán. Tras eso se lotea San Pascual lo que dará vida al barrio Colón. En 1943 se urbaniza Vitacura. En 1947 se parcela el sector San Damián/ Quinchamalí.
Todo esto conlleva el desplazamiento de inquilinos cuya única profesión es la tierra y la mayor parte termina viviendo en el Pueblo de Lo Barnechea.[cita requerida]
En el pueblo de Lo Barnechea no todos tienen su origen allí. Más de la mitad de la población. eran pobladores de Vitacura que vivían en quintas, cités y conventillos. Fueron replegados en la década de los 50 más hacia arriba, ya sea comprándoles sus viviendas, o por el antiguo y ruin recurso del incendio.[cita requerida]

#### Locomoción colectiva
A partir de 1930 comienzan a llegar los primeros vehículos motorizados que se dedican a transportar pasajeros. Parten de la base tradicional de la locomoción de la zona es decir en la Posada que quedaba en las riberas del Canal San Carlos con Avenida Apoquindo. Ya en 1934 se establece un servicio regular.
Eran dos autos Chrysler Turismo cuyo dueño era chofer además y era conocido como el Chemilico. Los otros medios fueron tres góndolas de los hermanos Querol.
En 1950 existían dos micros color crema, que pasaba una en la mañana y otra en la tarde. No había más. Cuando bajaban los carretones, de dos y hasta cuatro caballos que además tenían freno lo hacían por Vitacura. La primera parada era en Vitacura, casi frente al cruce entre esta calle con Costanera. Allí había un bebedero para animales y un emporio donde además se surtían de alimentos para llevar al pueblo.[cita requerida]
En 1960, los hermanos Cabezas, hijos de un herrero de caballos que comenzaron con un camión en 1948, se trasladan a Lo Barnechea y ya a esas alturas eran dueños de una flota de micros del lugar. Dejan su modesta vivienda ubicada frente a Nuestra Señora del Rosario con Vitacura, donde hay ahora una callejuela. En los años 70, numerosas familias muy modestas de Vitacura, ya viven en Lo Barnechea.[cita requerida]

#### Se lotea la Dehesa
José Fuenzalida vende su parte a Bernardo Larraín quien comienza a lotear parcelas de agrado en La Dehesa. Cada loteo se acompaña con una migración forzada de campesinos quienes deben acomodarse entre la Avenida Raúl Labbé y el Río Mapocho. La gente se subdivide entre los antiguos que están al norte de la avenida y los nuevos que están al sur de dicha avenida y el río. Pronto esta zona se saturará de campesinos forzados a migrar y la ribera sur se comenzará a poblar.[cita requerida]

#### Aparecen las poblaciones
Con este crecimiento explosivo demográfico, se empezaron a organizar paños de terrenos y así aparecieron las primeras poblaciones dentro delpueblo: La primera fue la Cuatro Vientos, seguida por Las Rosas, El Tranque y la Rosa Ester.

#### Corpanil

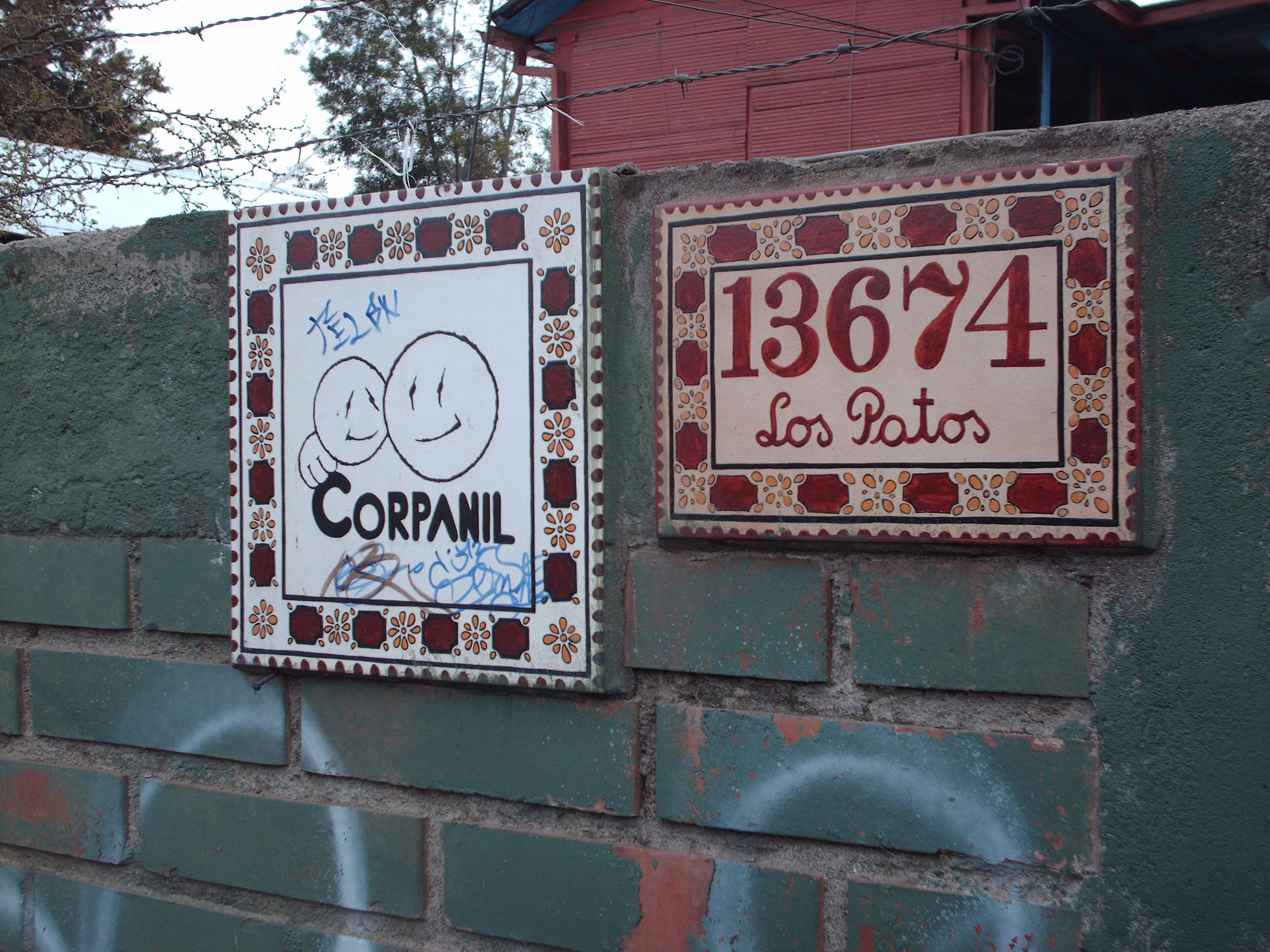
Entrada de CORPANIL en Lo Barnechea.

En la década de 1960 surge una excelente iniciativa para proteger niños con Trastorno encefálicos en la zona. La enfermera alemana Gisela Ohm quien regresa de su país devastado con la guerra, inaugura junto al Dr Wilhelm Kroll una institución destinada al cuidado y preservación de estos niños. El Director actual de este centro es el Dr. Mario López. Está situado en la calle Los Patos.

#### Creación de la Comuna

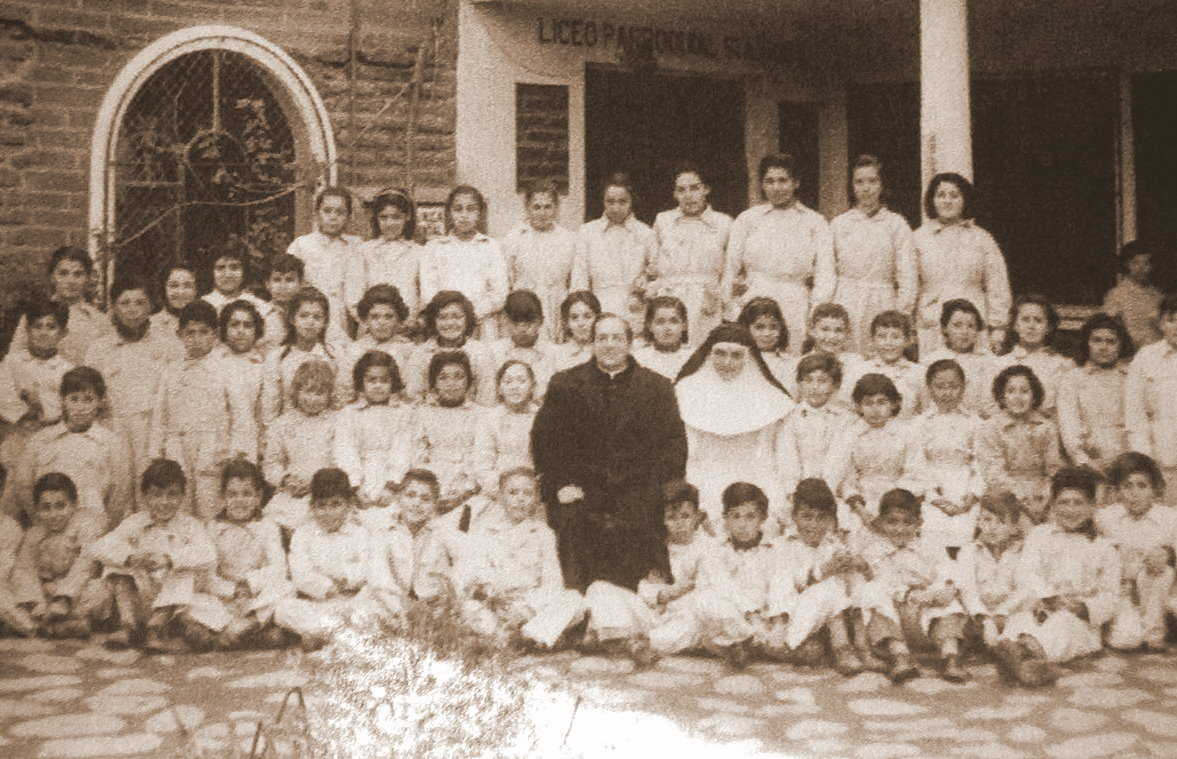
Padre Alfredo Arteaga Barros junto a primer curso de la Escuela Parroquial en 1959.

La comuna de Lo Barnechea fue creada el 9 de marzo de 1981, como parte de una subdivisión administrativa de la comuna de Las Condes junto con Vitacura, establecida en 1991.
Actualmente la comuna se divide en diferentes sectores que han tomado fuerza a lo largo del tiempo, incluso plasmados en el plano regulador comunal. Lo Barnechea se divide en:
Pueblo Lo Barnechea: casco del antiguo pueblo ordenado sobre la base de las callejuelas de las familias clásicas.., Cerro 18 Norte, Cerro 18 Sur, Los Pitufos: por la serie de TV Los Pitufos enanos con casas muy pequeñas. Población Nebraska, La Ponderosa: por el Rancho de la serie de TV Bonanza, sus calles recuerdan a miembros de ella: San Lucas, Las Rosas, La Dehesa: la antigua tierra de los Huaycoches, usurpada por los españoles y denominada La Dehesa del Rey. Los Trapenses: recuerda al Convento de la Orden Trapense, que existió allí hasta los 40s. Muchas de sus calles llevan los nombres de sacerdotes de la Orden como Ted Ward, El Arrayán, La Ermita, Población Juan Pablo II: recuerda la visita a Chile del Papa Juan Pablo II en 1987.[cita requerida]

#### Inundaciones de 1982

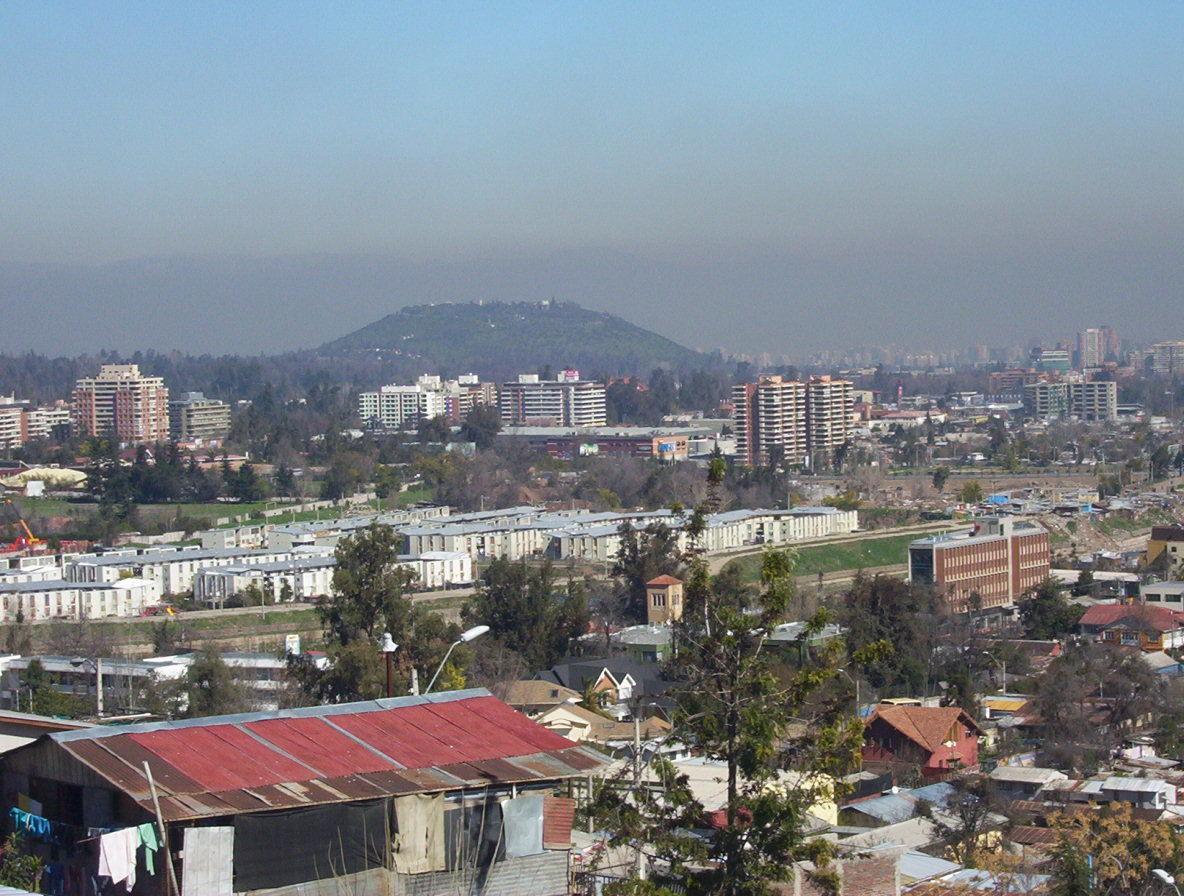
Población Juan Pablo II desde el Cerro 18. Esta zona se inundó completamente durante las inundaciones de 1982.

Hito importante fue la Inundación de 1982, que colocó a prueba la infraestructura del pueblo al dejarlo aislado porque el río Mapocho se llevó alguno de los puentes que lo comunican con Santiago. El año 1982 el río Mapocho subió mucho de nivel tras las lluvias, inundando las poblaciones ribereñas de Lo Barnechea, generando gran cantidad de albergados y desplazamientos de población (La mayoría de estos fueron reubicados forzosamente en la comuna de La Granja - actualmente La Pintana). Las mismas áreas que se inundaron fueron rápidamente pobladas con edificios nuevos. Los habitantes prehispánicos que habitaban el sector eran los Huaicoches, (del Mapudungún: Gente que vive en sector de Huaicos), (del quechua: wayko ‘inundaciones periódicas rápidas y devastadoras’).
El año 1982 existió un megafenómeno del niño. Cada vez que existe este megafenómeno se asocia a huaicos en la zona cordillerana de Lo Barnechea. No se sabe cómo se comportará el próximo Niño Muy Fuerte y menos aún el próximo Mega Niño. Los episodios periódicos del síndrome oscilatorio climático de El Niño, que poseen de 9 a 12 milenios de antigüedad, debidos al calentamiento de las aguas superficiales del Pacífico, interfieren severamente en el clima generado por esta corriente, provocando disminuciones en la riqueza de los caladeros y fuertes inundaciones en las costas, así como aluviones (o huaicos) en los Andes.

#### Primer centro médico
Las mismas áreas que se inundaron fueron rápidamente pobladas con edificios nuevos en el lugar de inundaciones rápidas del río. En relación con este, llegan médicos como el Dr. Mario Lopez y la Dra. Maria Nelly Liendo que dan un renovado impulso a la actividad médica. Practican un esquema sistémico de medicina y dan forma a las futuras estructuras de salud del pueblo.[cita requerida]

#### Conurbación al Gran Santiago
Tras la modificación del Plan regulador que impedía la edificación en zonas rurales y siguiendo la tendencia de la clase alta socioeconómica, el sector agrícola de La Dehesa fue rápidamente construido, generando problemas desde el punto de vista de tránsito, al haber vías que no se ajustaban al número de automóviles que los usuarios tenían y del agua potable que está en relación con el flujo del exangüe Río Mapocho.[cita requerida]
Además se produjeron graves problemas socioeconómicos, al presionar las poblaciones marginales, fundamentalmente de las riberas del río, a construcciones de poco espacio, que los propietarios llamaba jocosamente "Los Pitufos" por su poca área aprovechable. Esto con el tiempo conllevó a un aumento de la tasa de criminalidad, alcoholismo y drogadicción en esta zona específica.[cita requerida]

#### Relación urbanística con La Dehesa
El asentamiento de personas en La Dehesa, generó un acorralamiento del Pueblo de Lo Barnechea hacia los contrafuertes cordilleranos.[cita requerida]

#### Caso Alice Meyer
El viernes 13 de diciembre de 1985 el pueblo fue conmocionado por un caso policial que estremeció al país: el asesinato de la joven deportista e hija del dueño del restorán München, Alice Meyer Abel, de 25 años quien apareció con el rostro fracturado a golpes y señas de violación en un canal del Parque El Sol, en La Dehesa. El caso se cerró en 1991 y el único reo de la causa, Mario Santander Infante, fue absuelto en todas las instancias judiciales. En el momento del asesinato (1985) se culpó a un joven habitante de Lo Barnechea del asesinato. Santander en la actualidad se desempeña como alto ejecutivo de un grupo económico. El caso estaba prescrito. Pero se reactivó, generando el suicidio de Mario Santander Infante.

#### Población Cerro 18

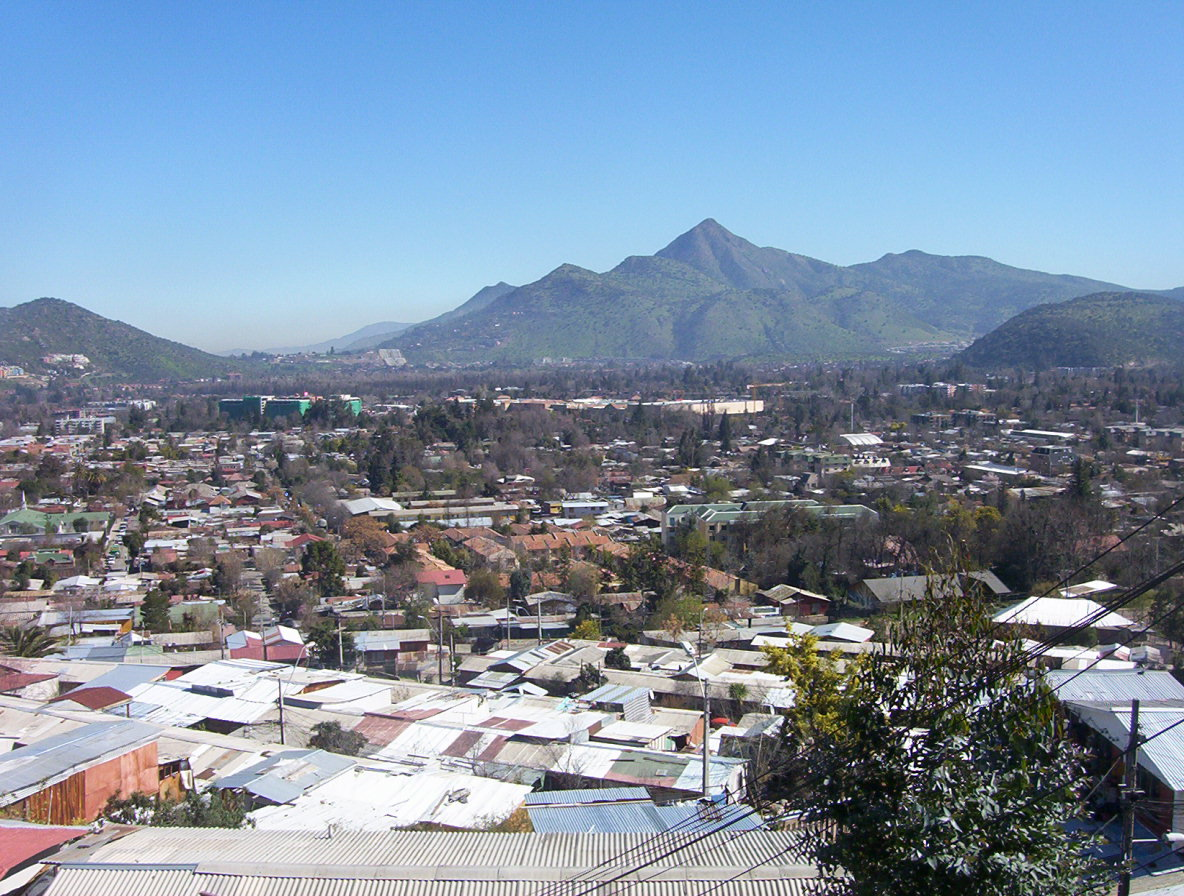
Cerro Manquehue visto desde el Cerro 18 en Lo Barnechea.

La población Cerro 18 está dividida geográficamente en dos cerros los cuales son denominados como Cerro 18 Norte y Cerro 18.

## Deportes y recreación

### Rodeo

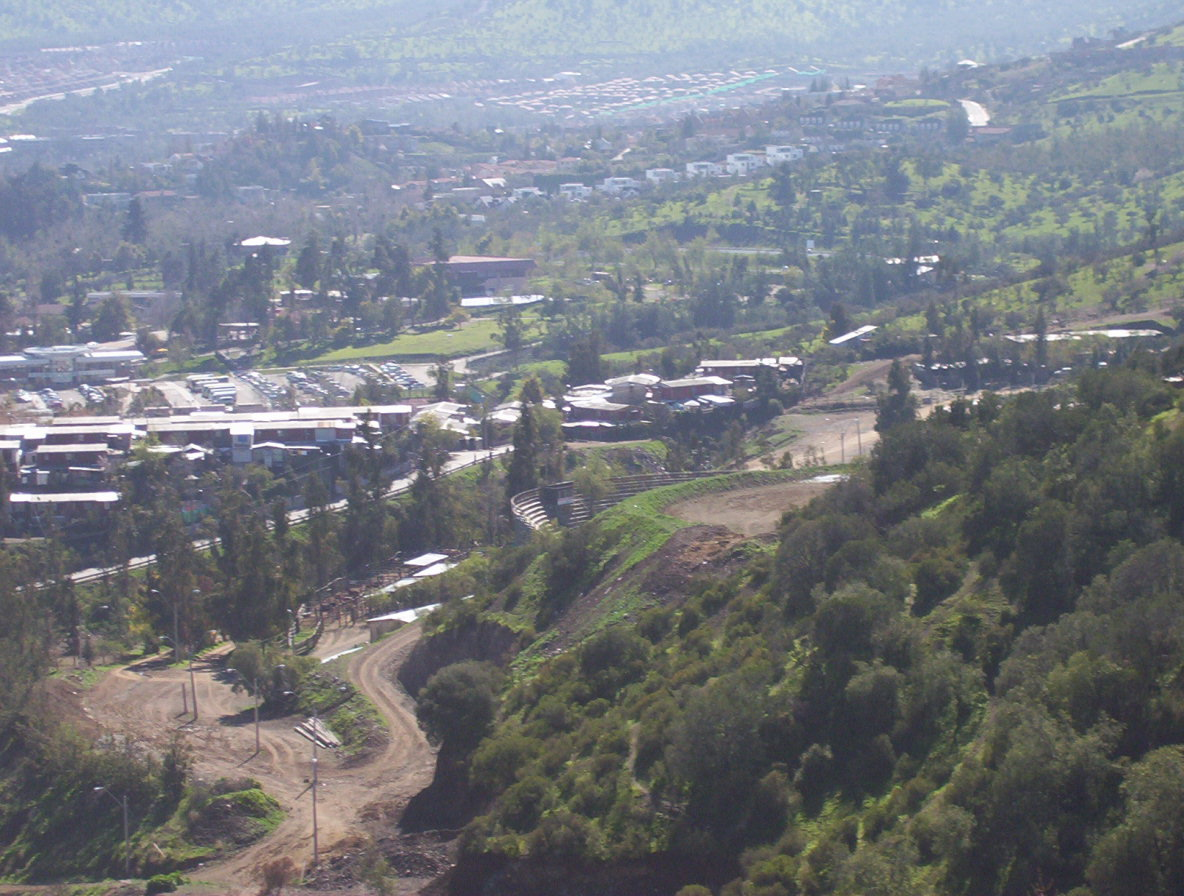
Medialuna de Lo Barnechea en el Cerro 18, inmediatamente detrás se ve el Colegio Nido de Águilas, y al fondo La Dehesa.

En 1965 se crea el primer club de rodeo chileno en Barnechea con su primera medialuna en el Cerro 18 a la altura de la calle Vecinal. Más tarde la trasladan al Parque de entretenciones Far West en el sector del camino a Farellones, con cuyo dueño firman un contrato que los obliga a determinadas presentaciones como Carreras a la chilena.
El 23 de mayo de 1969, con el apoyo de la Municipalidad de Las Condes se refunda. El mandato lo recibe la Srta. Herminia Dapena Vernal, cuyos hermanos eran conocidos en el pueblo como Los Chicanos. Dos días después se reúnen en la Biblioteca Parroquial y Carlos Blanc propone que Herminia Dapena sea la presidenta del Club. Se obtiene de la Municipalidad de Las Condes un sitio en Raul Labbé con La Dehesa. Se obtiene la personalidad jurídica el 22 de agosto de 1972. Su único rodeo lo realizan en diciembre de 1973. Posteriormente entra en receso por el momento político del país (Golpe Militar de 1973).
Se reorganiza en 1982, construyendo una medialuna en Cerro 18. Este recinto fue destruida por la alcaldesa designada de Las Condes, Margarita Moreno, para construir casas.
Se reúne un grupo en 1986 (Humberto Meza, Héctor Lòpez, Leonardo Meza, Raul Lastra y otros), más Artemio Álvarez y Eugenio Cofré para continuar con el Club.
El Pueblo de Lo Barnechea tiene una medialuna localizada en el Cerro 18. Hay una gran controversia porque quieren clausurarla.

### Club Deportivo de Lo Barnechea
El Athletic Club Barnechea es una institución deportiva chilena dedicada al fútbol profesional, con sede en la comuna de Lo Barnechea, en la ciudad de Santiago. Fue fundado el 23 de diciembre de 1929 por un grupo de jóvenes del poblado de Lo Barnechea bajo la denominación de «Deportivo Santa Rosa de Barnechea», y su primer equipo participa en el campeonato de la Primera B.
Su barra oficial son los Huaicocheros, siendo el único reconocimiento hasta el momento a los habitantes primigenios del sector, los Huaycoches.

### Tenis de mesa
En Barnechea hay un Club de Tenis de mesa, cuyo nombre es Raúl Labbé. Este Club pertenece a la Liga Metropolitana de Clubes.

## Religión
El pueblo adhiere en su mayoría la Iglesia católica. En su área está la sede principal de Opus Dei en Chile así como la Gran Sinagoga de Chile, al frente del recinto del Opus Dei. La alcaldesa Marta Ehlers quien ha manifestado abiertamente su condición de miembro del Opus Dei, asumió medidas conflictivas frente a la comunidad en el punto de la anticoncepción de urgencia, pero en coherencia estricta a sus principios.
La segunda corriente religiosa más frecuente corresponde a las Iglesias Evangélicas.
Hay un gran templo mormón.

### Fiestas religiosas

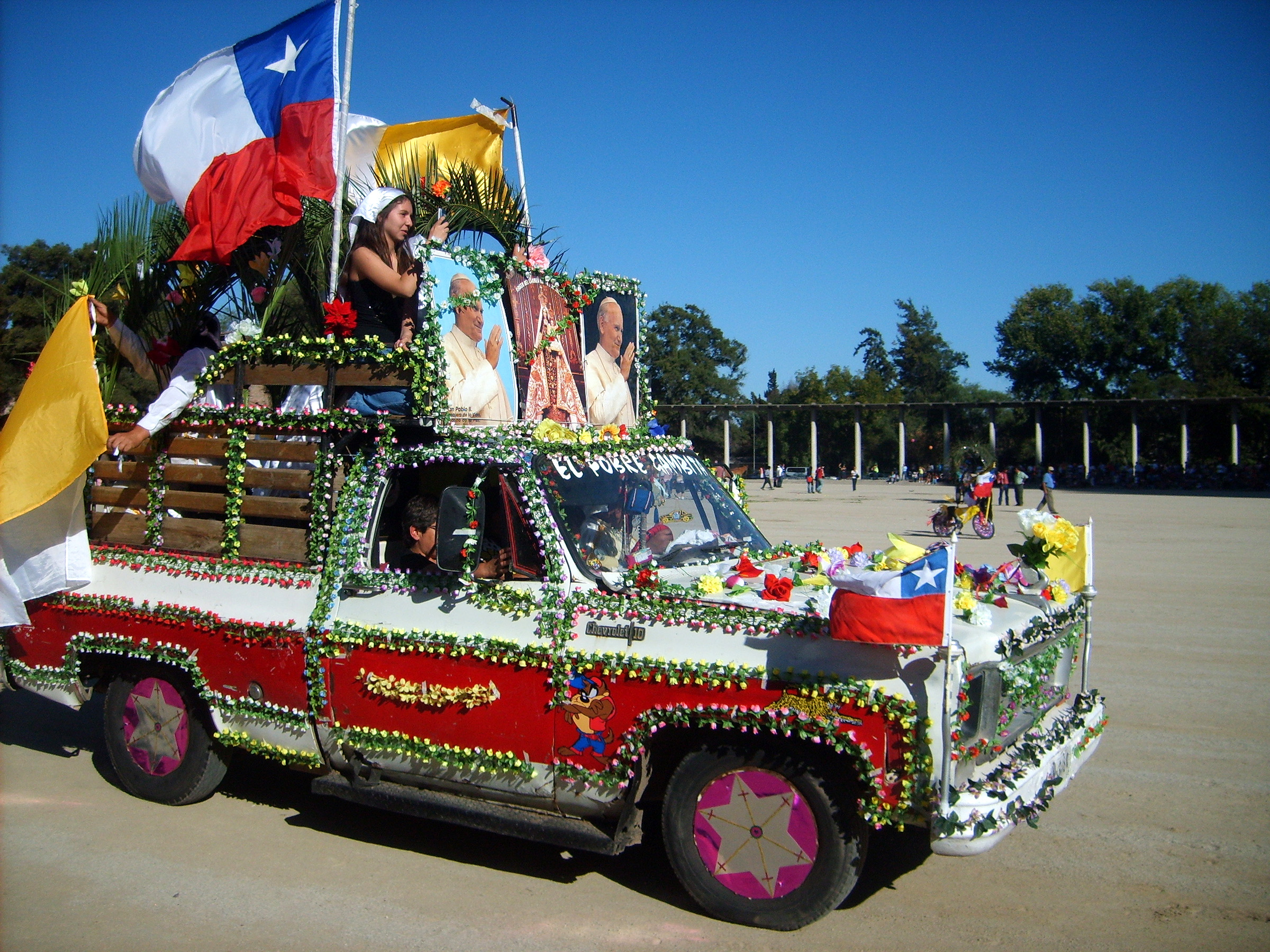
Una camioneta decorada con motivo del Cuasimodo.

La parroquia Santa Rosa de Barnechea programa la partida del Cuasimodo, que se desplaza por las calles Lo Barnechea, Raúl Labbé, Pastor Fernández, Remanso, el puente San Enrique y avenida Las Condes hasta el [puente La Dehesa]. El regreso será por avenida Raúl Labbé, Lo Barnechea, Nido de Águilas y Los Quincheros, para terminar en la medialuna, con una Misa a mediodía.

## Educación

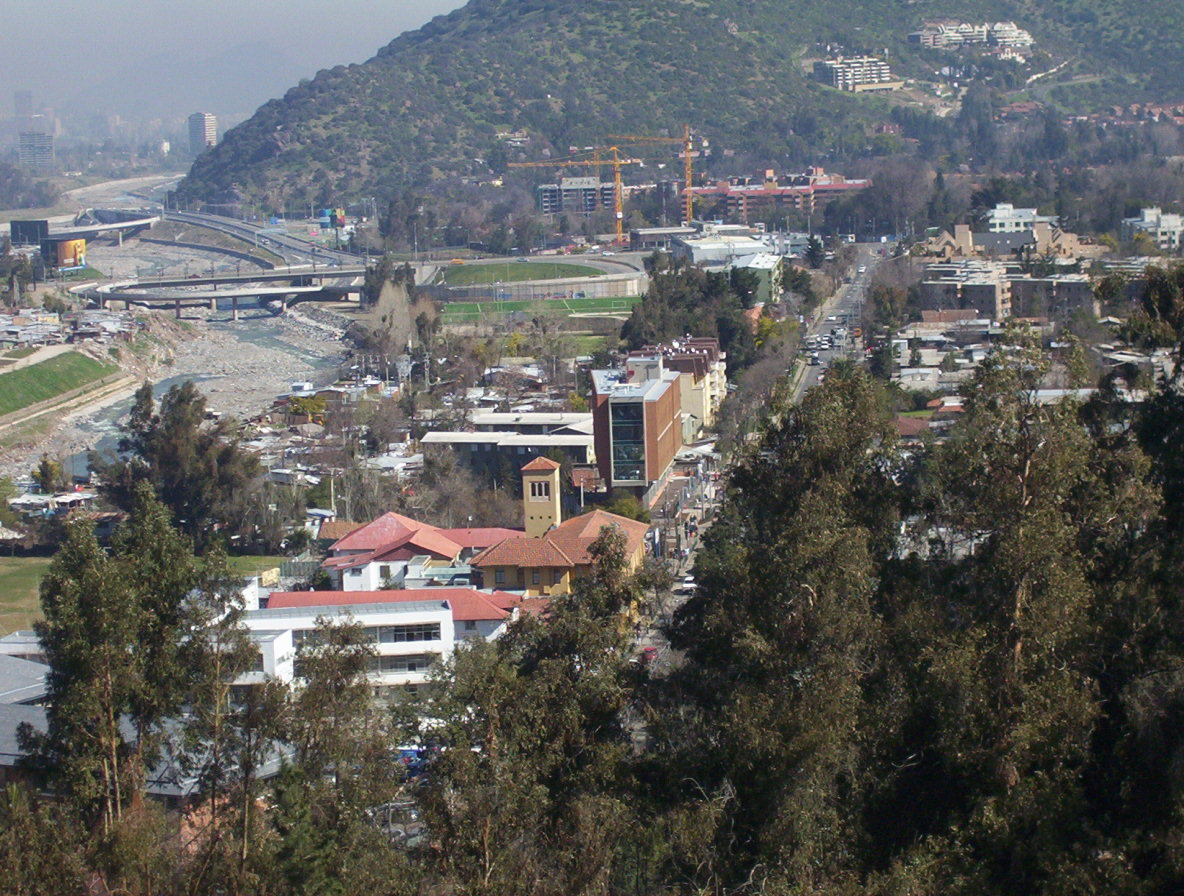
Pueblo de Lo Barnechea visto desde la cima del Cerro 18. Se observan la Parroquia, el Río Mapocho y el Cerro Alvarado al fondo.

### Colegios
Diversos colegios han concentrado la actividad pedagógica del pueblo. El Colegio Diferencial, el Liceo San José de Lo Barnechea, el Colegio de Adultos Fermín Vivaceta, el Liceo Diego Aracena Aguilar, el Colegio Farellones, el Complejo Educacional Eduardo Cuevas Valdés, Colegio Nido de Águilas el Colegio de Párvulos Beato Padre Alberto Hurtado, Colegio San Esteban Mártir, Colegio Polivalente San Rafael, Colegio Parroquial Santa Rosa de Lo Barnechea y el Colegio Estados Americanos en el que el Profesor Omar Araya Matamoros desarrolló una larga y fructífera actividad..

### Centro de Perfeccionamiento, Experimento e Investigaciones pedagógicas
Con el propósito de impulsar y apoyar la Reforma Educacional de 1965, el presidente de la República, don Eduardo Frei Montalva y el ministro de Educación don Juan Gómez Millas concentraron las diversas instancias de perfeccionamiento que ya existían y crearon el CPEIP. Así nació institucionalmente el CPEIP, por Ley N.º 16.617, de 31 de enero de 1967. Situándolo en el Pueblo de Lo Barnechea. Ha tenido una importante interrelación con dicho pueblo. Importantes profesionales se desempeñaron allí como Angélica Palavicino.

## Cultura
En el siglo XX el pueblo fue residencia de connotados artistas, y gentes relacionada con la cultura. Por la reordenación sociocultural producida por la inserción del polo urbanístico La Dehesa en la Comuna, muchos de ellos migraron, a Peñalolén ( Comunidad ecológica de Peñalolén ) o a otros lugares como el Cajón del Arrayán. Actualmente se está volviendo a la actividad cultural, en forma sistemática, pero básica
En noviembre de 2007 se hizo la Primera Muestra costumbrista de Lo Barnechea. En ella se demostraron y se degustaron Curanto en hoyo, pan amasado, cordero al palo, empanadas, además de grupos de baile, que hicieron muestras del baile de la tirana así como diversos grupos folclóricos de Lo Barnechea, como Bajo las alas del cóndor.

### Grupos folclóricos de la localidad
- Agrupación Folklórica Bajo Las Alas Del Cóndor
- Quillahuara,
- El Huaso Yo Yo
- Manuel Sánchez
- Los Hermanos Bustos.
- Raíces de América.

### Celebración de las Fiestas Patrias
Las fiestas patrias de Chile se celebraban en el pueblo con un gran paseo al Cerro 18 cuyo nombre es obtenido precisamente de este paseo de los 18 de septiembres. Se bailaba y cantaba Cueca, valses y tonadas a los compases de arpas y vihuelas. Al anca se llevaban a la cima del cerro a las cantoras de las distintas familias. En la actual Avenida Barnechea se hacían carreras a la chilena. En una de esas veladas, una niña se dio a conocer: Adelaida Hernández ( "Yayita" ). Entre las distintas pruebas estaba el alcanzar una bandera chilena izada en la cima del cerro.
El mosto debía ser abundante, provocando excesos y ebriedad. Muchos debían ser bajados por sus parientes o en rastras hechas de ramas para tal efecto.

### Trilla
El Cerro 18 era escenario de otra fiesta importante del agro chileno: Trilla a yegua suelta Este trigo eera el que se cosechaba con las aguas de tiempo en las lomas de alrededor. Es decir sólo con aguas lluvias. Después de esto los niños eran enviados a espigar el trigo que quedaba.

### Semana Barnecheína
El año 1985, un grupo de jóvenes de Lo Barnechea, parte de los integrantes del autodenominado grupo juvenil Cachantún imaginó que sería una buena idea hacer un festival. Así fue como sin pensar en las posibles dificultades pusieron manos a la obra y, utilizando sus contactos, reunieron todo lo necesario para armar un escenario, equipo de sonido, permiso del Municipio (en ese entonces, Lo Barnechea dependía de la Municipalidad de Las Condes), artistas, premios, competencias deportivas, etc.
Con sus propias manos y con todo conseguido "a lo amigo" lograron crear la 1.ª Semana Barnecheína. El escenario se ubicaba en la plaza del Nido de Águilas, este se debía armar y desarmar todos los días, ya que se ocupaba la calle. Además como en esa época había toque de queda, el escenario debía quedar desarmado y guardado antes de las doce de la noche. Este evento alegró a la gente del pueblo que cada final de verano, en fecha variable una o dos semanas antes de la vuelta a clases, se realizaba en el pueblo.
Por su escenario pasaron artistas de la talla de Luis Dimas, Eduardo Gatti, la Sonora de Tommy Rey, Grupo UPA, Melón y Melame, Luis Jara, Los Balsas, Los Parkinsons y muchos más, la mayoría bajo el simple expediente de la palabra empeñada.
Se siguió haciendo de la misma manera y siempre con un éxito rotundo por 12 años, hasta que la nueva Municipalidad de Lo Barnechea quiso hacerse cargo del proyecto, resultando en un fracaso, por lo que la Semana Barnecheína sólo duró dos años más al perder la mística que le infundía el grupo fundador.

## Turismo

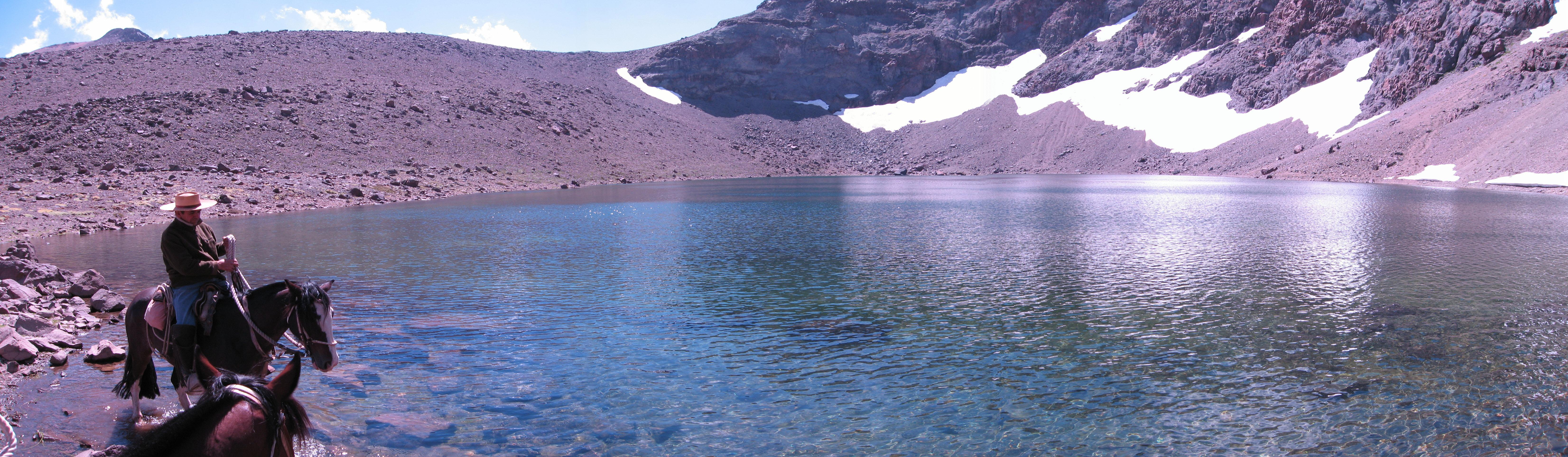
Laguna de Viento.

Desde el comienzo del siglo XX, fue considerado por los habitantes de Santiago como un pueblo típico en el que existían restaurantes como La Querencia, Mi Rancho. Con posterioridad se agregarían otros como Doña Tina, Las Delicias y El Meson de la Patagonia
Quizás el restaurante más famoso del pueblo fue El Pollo al Coñac que estaba situado en Avda. Lo Barnechea 901 esquina calle Álvarez, comuna de Lo Barnechea y cuya especialidad culinaria era precisamente el plato llamado Pollo al Coñac. Este restaurante se incendió a las 01:55 de la madrugada del 26 de marzo de 2007. Actualmente, post incendio, los dueños tuvieron que buscar un nuevo lugar para instalarse, posicionando el local en Robles 13720, Lo Barnechea. Buscando regresar a lo que fue antes, sus dueños han buscado reposicionar lentamente este restaurante histórico e insigne de Lo Barnechea.
Otra vertiente importante de su actividad es la venta de objetos de arte y decoración arquitectónica. Consuelo Michaeli y María Ester Santelices ("Pastel") lideran este rubro desde hace mucho.
Los paseos a caballo a la Cordillera, incluso nocturnos, en noches de luna llena, han sido una buena derivación de los arrieros de la zona. En la zona cordillerana del Pueblo se puede efectuar caminatas, escalada, paseos a caballo, mountain bike y bañarse en los ríos o esteros.
Un lugar que es leyenda en los paseos desde el Pueblo Lo Barnechea son las Lagunas del Viento que se encuentran al final de Santuario de la Naturaleza en El Arrayán , que desagua el Estero Arrayán.

### Parque de las Rosas

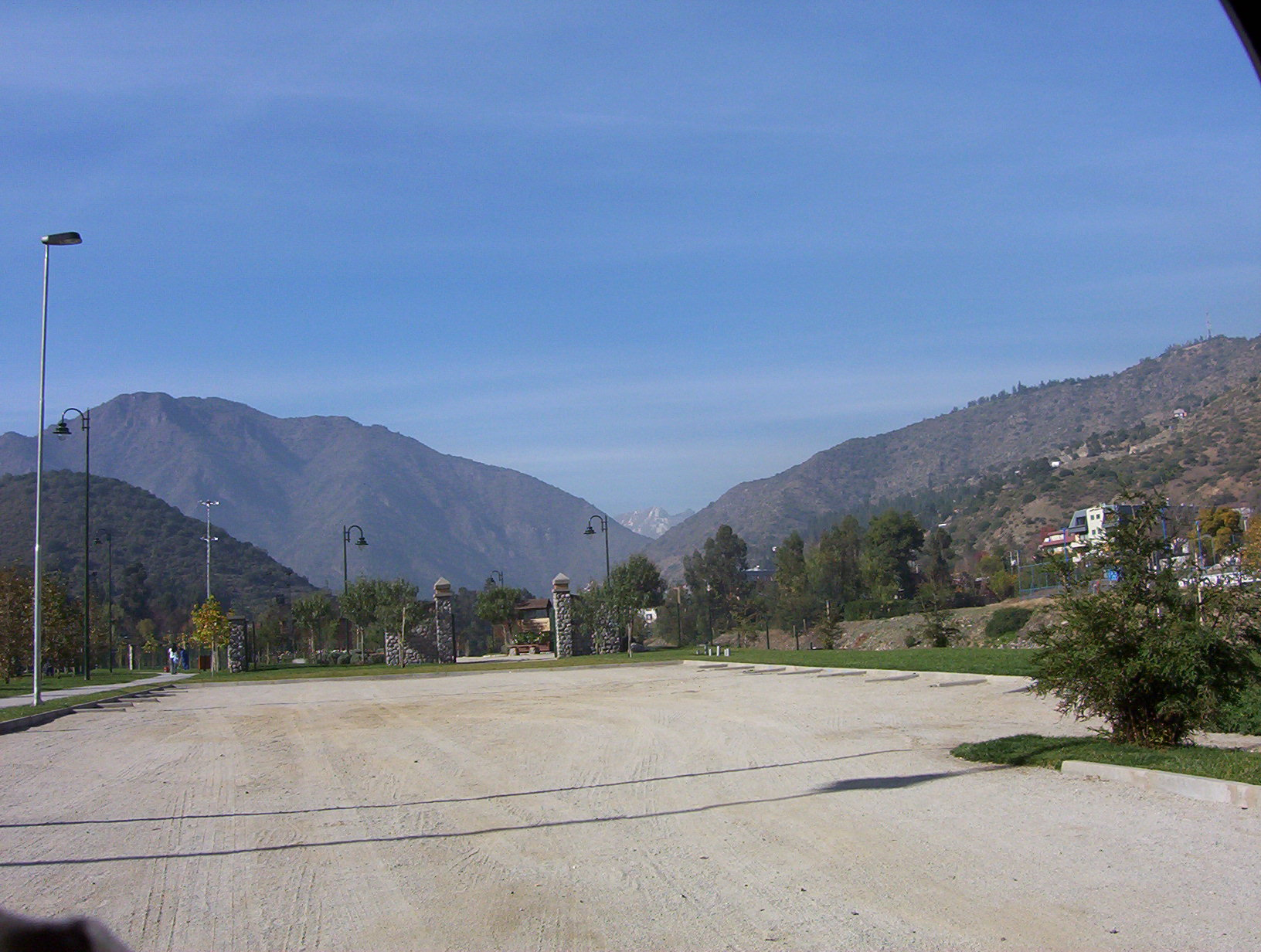
Parque las Rosas con el Cerro Pochoco en segundo plano. A la izquierda el Cerro 18.

Parque Artesanal, Turístico y Recreacional que creó la Municipalidad de Lo Barnechea. Además podrá encontrar la cafetería del parque y la oficina de turismo.Tiene una superficie de 3 hectáreas de áreas verdes y su nombre se debe a que cuenta con rosedales donados por la ciudad norteamericana Tyler, (Texas) famosa por estas flores.En este lugar se han realizado entretenidas actividades como el I y II Festival de Teatro, Ruta del Libro, Bendición de Mascotas, Plaza de Juegos, Feria Lo Barnechea y Feria de Navidad.

## Actualidad
Tras la conversión en Municipalidad en 1981, el pueblo ha perdido una buena parte de sus tradiciones e identidad, ganando en infraestructura y servicios.